# Кам'янобродський заказник
Кам'янобродський заказник — гідрологічний заказник місцевого значення. Об'єкт розташований на території Лисянського району Черкаської області, село Кам'яний Брід.
Площа — 7 га, статус отриманий у 1979 році.